# Gandanameno inornata
Gandanameno inornata är en spindelart som först beskrevs av Pocock 1898.  Gandanameno inornata ingår i släktet Gandanameno och familjen sammetsspindlar. Inga underarter finns listade i Catalogue of Life.